# Ernst Ihse

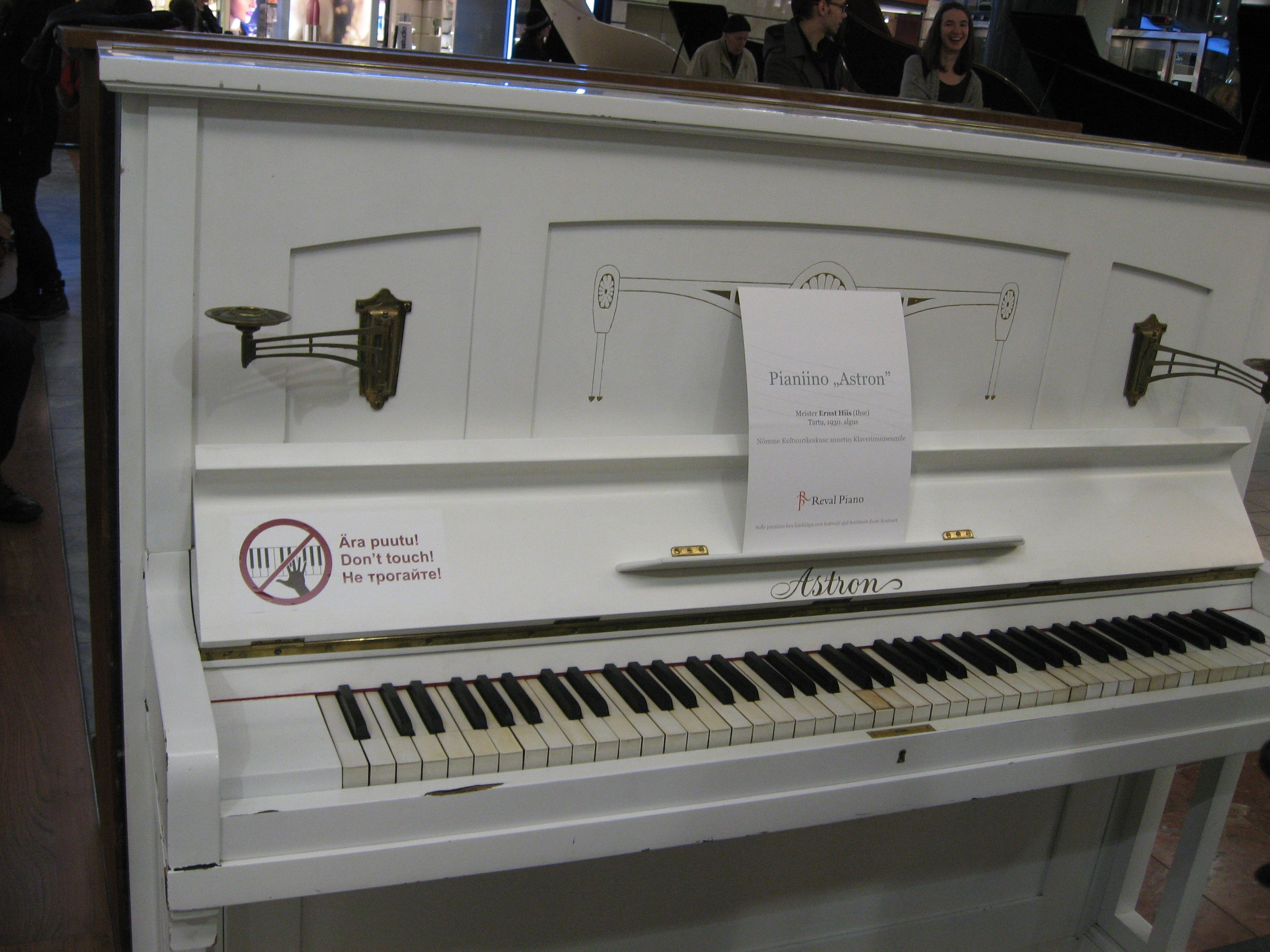
Ein Astron-Klavier

Ernst Ihse (estnisch Ernst Hiis), (* 16. April 1872 in Luunja; † 29. Oktober 1964 in Tallinn)  war ein deutsch-baltischer Klavierbauer. Er leitete die älteste russische Klavierbaufirma R.A.Diederichs bis zu deren Niedergang 1918. Er setzte seine Tätigkeit als Klavierbauer aber über die Zeit der ersten estnischen Unabhängigkeit hinweg bis in die Sowjetzeit fort. Er gründete 1922 einen Vorläufer der heutigen Klavierfabrik Estonia, die „Astron AG“ in Dorpat, und leitete schließlich ab 1950 bis zu seinem Tod die verstaatlichte Klavierbaufabrik Estonia in Tallinn.

## Leben
Ernst Ihse reiht sich neben Diederich, Mühlbach und J. D. Becker in die Reihe deutschbaltischer und estnischer Klavierbauer des 19. Jahrhunderts, die im Oberzentrum Sankt Petersburg ihre Werkstätten und Fabriken eröffneten. Zuvor hatte Ihse Klavierbau bei Robert Rathke in Tartu gelernt und sich in Deutschland auf Reisen in den Klavierhäusern von Steinway und Blüthner inspirieren lassen. Ab 1893 baute er seine ersten eigenen Klaviere und siedelte 1903 nach Sankt Petersburg, um dort seine eigene Firma mit dem Namen E. A. Ihse zu gründen. Seit 1907 übernahm er auch Aufträge der Klavierbaufirma Zimmermann. Seine Klaviere trugen seinen Namen, nach dem Kriegsausbruch 1914 den estonisierten Namen Hiis.
Am 1. Juli 1915 verkaufte Hiis die Maschinen seiner Fabrik an die größere und älteste russische Petersburger Pianofabrik, die der Gebrüder R. A. Diederichs und wurde technischer Leiter bei diesem Unternehmen, wo er bis 1918 verblieb. Am Ende des Jahres 1918 kehrte Hiis nach Tartu in Estland zurück. Estland erklärte sich inzwischen für unabhängig, wobei Tartu eine wichtige Rolle bei den nationalstaatlichen estnischen Ambitionen spielte. Zwischen 1919 und 1922 arbeitete er in der Moor-Klavierfabrik Tartu. Im Jahr 1923 besuchte Hiis Paris und machte sich mit den Klavieren von Érard vertraut, der ältesten Klavierfabrik in Frankreich.
1923 war Hiis Mitbegründer der estnischen Klavierfabrik Astron, wo er als technischer Leiter fungierte. Im Jahr 1927 eröffnete er wieder seine eigene Werkstatt, um Klaviere und Babykonzertflügel zu bauen. Die Astron Klavierfabrik zog zu dieser Zeit in die nähere Umgebung von Tallinn. Auch während des Zweiten Weltkriegs und der stalinistischen Nachkriegszeit konnte Ihse trotz seiner deutschen Wurzeln relativ ungehindert in Tartu Klaviere reparieren und bauen. Der Wunsch Stalins, von Hiis 1950 ein Klavier als Geburtstagsgeschenk nach Moskau geschickt zu bekommen, legte die Grundlage für die planwirtschaftliche Organisation einer estnischen Klavierproduktion. Seit 1960 steht der weiße Hiis-Flügel in der „georgischen Halle“ im Moskauer Kreml. Weil das Geschenk gut ankam, so heißt es, soll Stalin auf den Namen Estonia-Pianos gekommen sein. Auf Dekret Stalins hin soll dann eine ehemalige Möbelfabrik in Tallinn in der Nähe des Kalamaja Parks zur Klavierfabrik Estonia umstrukturiert worden sein. Die Fabrik war ein Zusammenschluss von mehreren kleinen Klavierbauwerkstätten aus Estland, von denen einige bereits in der zweiten Hälfte des 19. Jahrhunderts aktiv waren. Ernst Hiis übernahm im Alter von 78 noch einmal die technische Leitung der Produktion.
Eines der von Ernst Hiis Im Jahr 1958 produzierten Instrumente erhielt eine Silbermedaille bei der Weltausstellung in Brüssel. Bis zu seinem Tod 1964 war er noch aktiv im Beruf und konnte seine Erfahrungen weitergeben.